# 半島軍 (南軍)
南北戦争中の南軍半島軍（Army of the Peninsula）またはマグルーダー軍（Magruder's Army）は戦争初期に存在した軍である。半島とはバージニア半島を意味する。

## 歴史
1861年5月、ジョン・マグルーダー大佐は、バージニア州ヨークタウンに司令部を置き、バージニア半島南部での作戦を指揮することとなった。アメリカ連合国の陸軍長官であるリロイ・ポウプ・ウォーカーは、5月26日に半島軍管区（Department of the Peninsula）の設立を命令し、管轄下にある部隊は半島軍と命名された。マグルーダーは彼の軍の一部を巧みに率いてビッグベセルの戦いに勝利した。
その年の終わりまでに、半島軍は13,000人の規模となったが、依然として少将に昇進したマグルーダーが指揮していた。1862年4月、半島軍はジョセフ・ジョンストンの北バージニア軍の右翼となり、予想された北軍ジョージ・マクレランのポトマック軍の侵攻（半島方面作戦）に備えた。半島軍としての歴史は終わったが、マグルーダーの部隊は独自の行動を行い、ポトマック軍のリッチモンドへの侵攻を遅延させうことに成功した。

## 参考資料
- Boatner, Mark Mayo, III. The Civil War Dictionary. New York: McKay, 1959; revised 1988. ISBN 0-8129-1726-X.